# Ctenoplectron agile
Ctenoplectron agile is een keversoort uit de familie winterkevers (Tetratomidae). De wetenschappelijke naam van de soort werd in 1895 gepubliceerd door George Charles Champion.